# 1374
Cette page concerne l'année 1374  du calendrier julien.
L'année 1374 est une année commune qui commence un dimanche.

## Événements
- Mars-avril : l'empereur Ming de Chine Hongwu publie un code inspiré de celui des Tang[1].

- 20 juin :  le mérinide Abû al-`Abbâs, victorieux des loyalistes à Zarhun avec l'aide de l'émir de Grenade Mohammed V al-Ghani, entre à Fès et prend le pouvoir au Maroc[2].

- Début du règne de Moussa II, roi du Mali (fin en 1387). Il lance une expédition contre le sultan du Bornou[3].
- Le roi de la dynastie Koryŏ (Corée) Gongmin est assassiné. Une faction favorable aux Mongols prend le pouvoir[4].
- Des pirates japonais wakô sont repérés sur les côtes coréennes[5].
- Ambassade en Chine de Bukka Ier, roi du Vijayanagar (Inde)[6].

### Europe
- 13 janvier, Vincennes : seconde ordonnance de Charles V, roi de France sur l'organisation de l'armée[7].
- 29 janvier : ordonnance de Jean de Vienne pour récolter des fonds pour assièger Saint-Sauveur-le-Vicomte, prise en 1375[8]. L'opération dure près d'un an et est l'une des plus considérables et des plus chères de la reconquête.
- Août : ordonnance de Charles V fixant la majorité du roi de France à 13 ans révolus[9].
- 21 août : reddition de la ville de La Réole, assiégée par Du Guesclin[10]. Les 27 et 28 août, c'est au tour de la place forte de promettre de se rendre au duc d'Anjou et au connétable si le château n'est pas délivré avant le 8 septembre.
- 20 septembre : le prédicateur Geert Groote, créateur de la Devotio moderna, fonde une communauté de « Sœurs de la vie commune » dans sa propriété familiale de Deventer (Pays-Bas)[11].
- 24 novembre[12] : la province d'Aunis est détachée de celle de la Saintonge et est officiellement reconnue par le roi Charles V[13].

- Vichy est rattachée définitivement à la province du Bourbonnais par le duc Louis II de Bourbon.
- Moscou annexe Rostov[14].
- La dynastie marocaine des mérinides cède Gibraltar au royaume musulman de Grenade[2].
- Charles V fait construire une nouvelle enceinte à Paris, sur la rive gauche (fin en 1384)[15].
- La peste est signalée par un chroniqueur d'Orvieto[16].
- Anvers compte 5 755 habitants[17].
- Famine dans le sud de la France (1374-1375)[18].